# 2004 no teatro

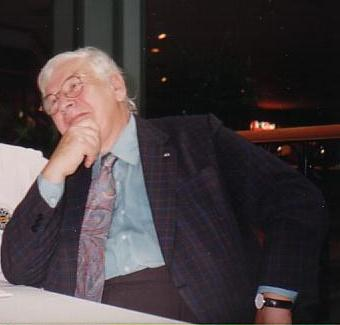
29 de Março - Peter Ustinov, ator britânico (n. 1921).

## Nascimentos
| Data | Nome | Profissão | Nacionalidade | Observações | Ref |
| ---- | ---- | --------- | ------------- | ----------- | --- |

## Mortes
| Data           | Nome          | Profissão                     | Nacionalidade  | Observações | Ref |
| -------------- | ------------- | ----------------------------- | -------------- | ----------- | --- |
| 4 de Fevereiro | Hilda Hilst   | poeta, escritora e dramaturga | Brasil         | n. 1930     |     |
| 29 de Março    | Peter Ustinov | ator                          | Inglaterra     | n. 1921     |     |
| 22 de Maio     | Richard Biggs | ator                          | Estados Unidos | n. 1960     |     |